# Tetragonodes impostor
Tetragonodes impostor là một loài bướm đêm trong họ Geometridae.